# 月永悠
月涛賀 ゆう（つきなが ゆう）は、日本の画家、アーティスト。愛称は「YUU」

## 来歴・人物・作風
龍神を中心に、神仏の姿を通して死（鎮魂）や幸福への祈りを描く神仏画家。天界の存在をモチーフにした「神仏画」を制作している。
現在、日本とヨーロッパ（主にフランス・スペイン）で活動中。
一時期、歌手として東京で活動していた。4オクターブの声を持っている。
18歳で単身でメキシコへ渡り、2年間滞在する。アートの為の哲学を学んでいた。
帰国後、神仏画家としての活動をスタート。作品制作の他、書籍の表紙・挿絵の担当や、ミュージシャンやダンサーたちと共に画家としてパフォーマンスを行うなど精力的に活動。
2014年にフランスへと渡り、翌年パリで個展を開催。以降、フランス・スペインを中心にアーティストとしての活動を拡大させる。2018年より神社仏閣への奉納を開始。2019年には平成の最後に初代天皇である神武天皇の即位の地である橿原神宮にて神仏画の奉納と共にパフォーマンスも行った。
日本刀好きで居合術・剣舞の経験がある。
2018年に「月永悠」から「月涛賀ゆう」に改名した。

## 受賞歴
- 2009年、パリ国際展・ドローイング・デッサンコンクール入選
- 2010年、現代美術国際展入選

## 個展
- 2004年 「天展-そらてん-」 (日本・京都)
- 2015年 「FLOWER GARDEN」 (フランス・パリ)
- 2015年 「月永悠 展」 (日本・東京)
- 2016年 「神仏画 展」 (日本・京都)
- 2016年 「Exhibition YUU TSUKINAGA」 (日本・大阪)
- 2019年 「龍・龍・龍！」 (日本・京都)
- 2020年 「吉祥2020」 (日本・東京)

## グループ展・その他
- 2002年 「卒業作品展」(メキシコ・メキシコシティ)
- 2003年 「Mujeres de Japon」(メキシコ・メキシコシティ)
- 2016年 「Grand Marche d'Art Contemporain」(フランス・パリ)
- 2017年 「Girona Temps de Flors 2017」(スペイン・ジローナ)
- 2017年 「AT ARTS EXHIBITION」(日本・大阪)
- 2018年 「Girona Temps de Flors 2018」(スペイン・ジローナ)
- 2018年 「Atelier CASO 2018 summer」(日本・大阪)
- 2018年 「AT ARTS EXHIBITION」(日本・大阪)
- 2018年 「Recycling Story」(韓国・平昌)
- 2019年 「まるごと美術館(妙顕寺会場)」(日本・京都)

## 奉納
- 2018.1.28 「神仏画奉納式【双龍】」(丹生川上神社中社／奈良県東吉野村)
- 2018.5.5 「神仏画奉納式【豊穣】」（等彌神社／奈良県桜井市）
- 2019.4.3 「神仏画奉納式【八咫烏・金鵄】」（橿原神宮／奈良県橿原市）
- 2019.8.17「神仏画奉納式【龍図・猿図】」（日吉大社総社／滋賀県大津市）
- 2019.10.30「神仏画奉納【鎮魂】」（比叡山延暦寺／滋賀県大津市）